# Die stählerne Kehle
Die stählerne Kehle (russisch Стальное горло, Stalnoje gorlo) ist eine Kurzgeschichte des sowjetischen Schriftstellers Michail Bulgakow, die 1925 im Heft 33 der Leningrader Zeitschrift Krasnaja panorama, einem Ableger der Tageszeitung Krasnaja gaseta, erschien. Der Autor übernahm die Geschichte in seine Sammlung Aufzeichnungen eines jungen Arztes.
Der Ich-Erzähler, ein 24-jähriger Städter, hat vor knapp zwei Monaten sein Studium an der Medizinischen Fakultät der Universität mit Auszeichnung abgeschlossen und tritt im abgelegenen Krankenhaus Nikolska (Landkreis Sytschowka im Gouvernement Smolensk) seinen Dienst an. Am 29. November 1917 wird ihm während eines Schneesturmes die dreijährige Lidka gebracht, ein hoffnungsloser Fall von Diphtherie. Das Kind bekommt kaum noch Luft. Damit die Kleine wieder atmen kann, entschließt sich der Neuling zum letzten Mittel, dem Luftröhrenschnitt. Er hat das noch nie gemacht – die Kehle aufschneiden und ein Silberröhrchen einsetzen. Das kennt er nur aus dem Lehrbuch. In der einschlägigen Abbildung ist die Angelegenheit auf geduldigem Papier klar und einfach dargestellt.
Die Mutter ist mit dem chirurgischen Eingriff nicht einverstanden. Der Arzt lässt die Mutter ins Wartezimmer bringen. Dort erhält der Feldscher Demjan Lukitsch doch noch die Einwilligung. Zwei Hebammen assistieren zusammen mit dem Feldscher während der Operation. Der Feldscher fällt während der Operation in Ohnmacht und zieht im Fallen mit dem Haken die Luftröhre heraus.
Eine der beiden Hebammen lobt den Doktor; bescheinigt ihm Kaltblütigkeit. Durch die gelungene Operation wird der Doktor im Umkreis berühmt. Die Leute erzählen sich in Nikolska, er habe Lidka eine Kehle aus Stahl eingesetzt. Zwei Monate nach der Operation hat der Doktor an einem Tage hundertzehn Patienten in der Sprechstunde.

## Deutschsprachige Ausgaben
Verwendete Ausgabe:
- Die stählerne Kehle. Aus dem Russischen von Thomas Reschke. S. 23–33 in Ralf Schröder (Hrsg.): Bulgakow. Die rote Krone. Autobiographische Erzählungen und Tagebücher. Volk & Welt, Berlin 1993, ISBN 3-353-00944-2 (= Bd. 5: Gesammelte Werke (13 Bde.))